# Jaguar (есмінець)
«Ягуар» (англ. FS Jaguar) — військовий корабель, лідер ескадрених міноносців, типу «Шакал», що входив до складу Військово-морського флоту Франції у роки Другої світової війни.

## Історія створення
«Ягуар» був закладений 24 серпня 1922 року на верфі компанії Arsenal de Lorient у Лор'яні. 17 листопада 1923 року він був спущений на воду, а 7 жовтня 1926 року увійшов до складу ВМС Франції.

## Історія служби
З початком Другої світової війни корабель брав участь у бойових діях на морі, бився в Північній Атлантиці, супроводжував конвої до початку вторгнення у травні 1940 року німецького вермахту до Франції. Брав участь у вогневій підтримці союзних військ поблизу Дюнкерка, згодом залучався до евакуації англо-французьких військ з узбережжя. 23 травня 1940 року уражений двома торпедами німецьких торпедних катерів S-21 та S-23, викинувся на мілину, де знищений авіацією Люфтваффе.